# Dacia 500
La Dacia 500, chiamata anche Lăstun, è stata un'automobile rumena costruita tra il 1986 e il 1992 dalla Dacia.

## Contesto
Il motore è un bicilindrico raffreddato ad aria da 499 cm³, che eroga 22,5 Kw, consuma 3,3 litri di carburante ogni 100 km e fa raggiungere all'auto una velocità massima di 106 km/h. La Lăstun è stata costruita a Timișoara in piccole quantità, e la carrozzeria, che presentava molte analogie con quella della Lancia Y10, era di vetroresina.
Lo slogan per la piccola city car, che nel 1990 conobbe anche una versione di lusso, fu "Un Autoturism de Actualitate" (Un Veicolo Moderno). 
La Lăstun però ebbe scarso successo, nonostante i bassi consumi di carburante, sia per la ridotta abitabilità e capacità di carico (rispetto ai modelli tradizionali), sia per la carrozzeria in vetroresina, che rendeva difficili e costose le riparazioni, per cui la produzione venne abbandonata nel 1992, e si stima che dei 6.532 esemplari costruiti attualmente ce ne siano in circolazione meno di 100. Questa auto non è mai stata esportata.

## Motori
| Nome    | Cilindrata (cm³) | Tipo          | Potenza           | Coppia            | Velocità | Accelerazione (0–400m) (s) | Consumo combinato (litri/100 km) |
| G.V.500 | 499              | 4 valvole OHV | 22.5 hp @5500 rpm | 34.5 Nm @3500 rpm | 106 km/h | 26                         | 3,3                              |